# Aberciův epitaf

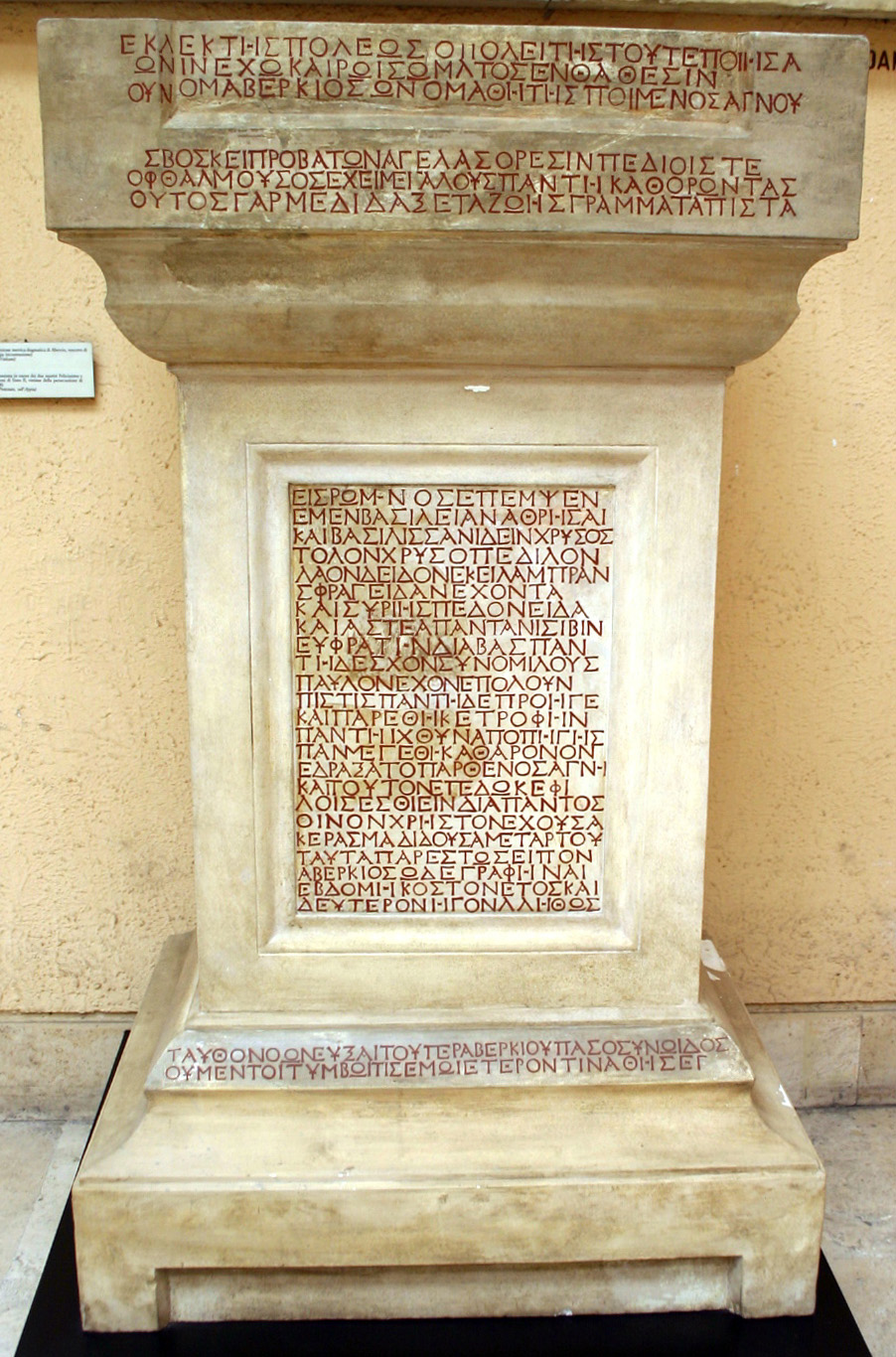
Aberciův epitaf

Aberciův epitaf je nejstarší známý křesťanský nápis s eucharistickým námětem. Informuje o několika dogmatických pravdách a liturgických zvyklostech, tedy o křesťanském prostředí v západní části Asie během 2. století. Jeho vznik se datuje do doby vlády imperátora Marka Aurelia (161–180).
Dochovala se asi třetina nápisu, který byl vytesán do tří polí. Text je rozdělen do 22 veršů, jednoho disticha (dvojverší) a 20 hexametrů (nerýmovaný verš skládající se ze šesti stop typický pro antickou poezii). Rekonstrukce textu se podařila zvláště díky epitafu jistého Alexandra (se stejnými třemi počátečními a třemi závěrečnými verši) datovanému do roku 216 a také díky množství manuskriptů o Aberciově životě, v nichž je tento text obsažen.
Jazyk epitafu je symbolický, obrazný a tajemný; takový se užíval v době, kdy křesťanství bylo ilegální. Abercius se snaží, aby nebyl pochopen pohany, ale pouze těmi, kdo "stejně uvažují a souhlasí" s jeho vírou. Na mramor nechává zapsat svou zkušenost víry pomocí metafor a náznaků křesťanské nauky.
Podle stylu písma se nápis datuje do konce 2. století. Spolu G. B. De Rossim můžeme říci, že Aberciův epitaf je "králem křesťanských nápisů", protože se jedná o nejstarší s jistotou datovaný křesťanský nápis.[zdroj?]
Epitaf v roce 1892 daroval turecký sultán Abdulhamid II. spolu s Ramsym papeži Lvu XIII. k výročí kněžského svěcení a dnes nachází ve Vatikánských muzeích (Museo Pio Cristiano).

## LegendaŽivot Aberciův
S epitafem úzce souvisí také Legenda Život Aberciův, sepsaná ve 4. století a dochovaná v mnoha středověkých rukopisech, která vypráví, že když imperátor Marcus Aurelius a jeho spoluvládce Lucius Verus vydali dekret, jenž nařizoval obětování bohům, vydal se Abercius jedné noci k Apollovu chrámu, kde vše rozbil jakousi holí. Pohané se poté sice bouřili, přesto Abercius kázal věřícím na místním Fóru. Navíc uzdravil několik nemocných, což lid uklidnilo. Posléze navrátil zrak matce Eusseniana, významného občana a přítele imperátora. Abercius nepřestal osvobozovat lidi od zlých duchů, a tak se jeho pověst rozšířila do okolních provincií. Aby se démoni pomstili, vstoupili do Lucilly, dcery samotného imperátora, a prohlašovali, že jediný, kdo ji může pomoci, je právě Abercius z Hieropole. Marcus Aurelius poprosil Eusseniana, aby mu toho člověka poslal. Když Abercius dorazil do Říma, byl přijat Markovou ženou, neboť imperátor se účastnil válečného tažení. Abercius v hipodromu z princezny slavnostně vyhnal zlého ducha, kterému udělil jako trest, aby z Říma do Hieropole přenesl na svých zádech těžký kus mramoru. Než se Abercius rozloučil s Římem i císařskou rodinou, požádal imperátorovu ženu, aby v Hieropoli nechala vybudovat lázně. Poté se vydal zpět do své vlasti. Po cestě navštívil Sýrii, Mezopotámii a Malou Asii. V Hieropoli pak ještě několik let žil, psal a dokonce odhadl, že se blíží jeho smrt. Proto si nechal připravit náhrobek z kusu mramoru, který mu démon přinesl z Říma. (A právě na tomto náhrobku je vytesán text, tzv. Aberciův epitaf.)
Celá legenda Život Aberiův byla považována za naprosto smyšlenou. Až v 19. století se jí začalo zabývat pár vědců, kteří prostudovali legendu i Aberciův epitaf (Halloix, Pitra, Garrucci). Mnozí ale viděli Abercia jako kněze-pohana, který byl zasvěcen různým božstvům (např. dárkyni života a matce bohů bohyni Kybelé či jejímu muži a bohu vegetace Attisovi), nebo jako reprezentanta náboženského synkretismu. Vše nabralo jiný spád, když roku 1882 skotský archeolog W. M. Ramsay objevil Alexandrův epitaf a rok na to na stejném místě i epitaf Aberciův, jehož dva významné fragmenty se nacházely ve zdi lázeňského komplexu. Text epitafu totiž téměř zcela odpovídá zápisu v legendě. Všechny předchozí teorie se podařilo vyvrátit především díky De Rossimu, Duchesneovi a Cumontovi, kteří se epitafem zabývali.